# Thomas S. Monson
Thomas Spencer Monson (Salt Lake City, 21 de agosto de 1927 – Salt Lake City, 2 de janeiro de 2018) foi um líder religioso americano, escritor e o 16.º presidente de A Igreja de Jesus Cristo dos Santos dos Últimos Dias. Como presidente, era considerado pelos adeptos da religião como profeta, vidente e revelador. Monson iniciou a sua carreira como gerente no Deseret News, um jornal de Utah pertencente à Igreja. Passou a maioria da sua vida envolvido em diversas posições de liderança na Igreja e em serviço público. Foi ordenado apóstolo da Igreja aos 36 anos, serviu na Primeira Presidência sob três presidentes da Igreja e foi presidente do Quórum dos Doze Apóstolos de 12 de março de 1995 até se tornar presidente da Igreja em 3 de fevereiro de 2008. Ele sucedeu Gordon B. Hinckley como presidente da Igreja e é antecessor de Russell M. Nelson.
Monson recebeu quatro doutoramentos honoris causa, além das mais altas honrarias do movimento escoteiro: o Silver Buffalo, concedido pelos Escoteiros da América, e o Bronze Wolf, da Organização Mundial do Movimento Escoteiro. Ele também foi membro do Conselho Executivo Nacional dos Escoteiros da América, o órgão governante da organização.
Foi presidente dos Conselhos de Curadores/Educação do Sistema Educacional da Igreja, além de ter sido nomeado por Ronald Reagan para a Força-Tarefa do Presidente dos Estados Unidos para Iniciativas do Setor Privado. Ele se casou com Frances Beverly Johnson no Templo de Salt Lake em 1948, e juntos criaram três filhos. Frances faleceu em 17 de maio de 2013.

## Biografia

### Início de vida
Monson nasceu em 21 de agosto de 1927, no Hospital St. Mark's em Salt Lake City, Utah, filho de George Spencer Monson e Gladys Condie Monson. Ele era o segundo de seis filhos e cresceu numa família muito unida, com muitos parentes maternos morando na mesma rua e viajando frequentemente juntos. O bairro onde vivia incluía vários residentes de ascendência mexicana, o que, segundo Monson, fez com que ele desenvolvesse um amor pelo povo e pela cultura mexicana. Ele costumava passar os fins de semana com parentes em fazendas em Granger (hoje parte de West Valley City) e, durante a adolescência, trabalhou numa gráfica gerenciada por seu pai.
De 1940 a 1944, Monson frequentou a West High School em Salt Lake City. No outono de 1944, ele se matriculou na Universidade de Utah. Foi nessa época que ele conheceu a sua futura esposa, Frances, cuja família pertencia a uma classe social mais alta, localizada no lado leste da cidade. O pai de Frances, Franz Johnson, notou uma conexão imediata, pois o tio-avô de Monson, Elias Monson, havia o batizado na Igreja na Suécia.

### Início de carreira
Em 1945, Monson ingressou na Reserva da Marinha dos Estados Unidos, esperando participar da Segunda Guerra Mundial no teatro de operações do Pacífico. Ele foi enviado para San Diego, Califórnia, para treinamento, mas não foi destacado para o exterior antes do fim da guerra. O seu período de serviço durou seis meses após o término do conflito, e então ele retornou à Universidade de Utah. Monson se formou em 1948 com um bacharelado cum laude em administração de empresas. Ele não serviu como missionário na juventude. Aos 21 anos, em 7 de outubro de 1948, casou-se com Frances Beverly Johnson no Templo de Salt Lake. O casal teve três filhos: Thomas Lee, Ann Frances e Clark Spencer.
Após a faculdade, Monson reingressou na Reserva Naval para se tornar oficial. Pouco após receber a carta de aceitação para a comissão, o seu bispo local pediu-lhe que servisse como conselheiro no bispado. Os conflitos de horário com as reuniões do bispado teriam tornado o serviço na Marinha impossível. Após discutir com o apóstolo da Igreja Harold B. Lee (seu ex-presidente de estaca), Monson recusou a comissão e solicitou uma dispensa. A Marinha concedeu a dispensa no último grupo processado antes da Guerra da Coreia. Lee o designou como bispo seis meses depois, mencionando na bênção que ele provavelmente não teria sido chamado se tivesse aceitado a comissão.
Monson lecionou brevemente na Universidade de Utah, e em seguida iniciou uma carreira em publicação. O seu primeiro emprego foi no Deseret News, onde se tornou executivo de publicidade. Ele ingressou nas operações de publicidade da Newspaper Agency Corporation na sua formação em 1952. Um ano depois, Monson foi transferido para o Deseret News Press, começando como gerente de vendas e eventualmente se tornando gerente geral. Enquanto estava no Deseret News Press, Monson trabalhou para publicar A Marvelous Work And A Wonder de LeGrand Richards. Ele também colaborou com Gordon B. Hinckley, representante da Igreja em publicações, com quem mais tarde serviria na Primeira Presidência. Além de atuar como conselheiro do Presidente Hinckley, o Presidente Monson também serviu ao lado de outros dois presidentes da igreja.

### Liderança da igreja
Em 7 de maio de 1950, aos 22 anos, Monson tornou-se bispo da Igreja, servindo por cinco anos em duas alas. Ele havia servido anteriormente como secretário de ala e superintendente da organização dos rapazes. Na época, a ala de Monson em Salt Lake City tinha mais de 1.000 pessoas, incluindo 85 viúvas que ele visitava regularmente, e continuou visitando essas viúvas mesmo após completar o seu serviço como bispo. Ele lhes levava presentes durante a temporada de Natal, incluindo aves que havia criado pessoalmente. Monson eventualmente fez discursos nos funerais de cada uma dessas mulheres. Também durante o seu tempo como bispo, 23 homens da sua ala serviram na Guerra da Coreia. Ele escreveu cartas pessoais semanais para cada militar. Durante o seu serviço como bispo da 6.ª-7.ª ala, a frequência nas reuniões sacramentais na ala quadruplicou.
Em 16 de junho de 1955, aos 27 anos, Monson tornou-se conselheiro de Percy K. Fetzer na presidência da estaca Salt Lake Temple View. Ele foi substituído como bispo da 6.ª-7.ª ala no mês seguinte. Na presidência da estaca, Monson supervisionou a Primária, a Escola Dominical, a Organização de Moças e Rapazes, as atividades atléticas e o orçamento da estaca, até ser transferido para Holladay, Utah, em junho de 1957. Em Holladay, Monson foi designado para um comitê de construção de ala, para coordenar o serviço voluntário dos membros da ala na construção de uma capela.

### Presidente de missão no Canadá
Em abril de 1959, aos 31 anos, Monson tornou-se presidente da Missão Canadense da Igreja (que consistia em Ontário e Quebec), e serviu até janeiro de 1962. Durante o seu serviço como presidente de missão, o seu terceiro filho, Clark, nasceu.
Como não havia estacas locais em Ontário ou Quebec na época, Monson era responsável tanto pelos missionários quanto por todas as operações da Igreja na área. Ao se tornar presidente de missão, ele supervisionava 130 missionários e 55 ramos da igreja divididos em nove distritos. Durante seu mandato, o número de missionários atingiu o pico de 180. Historicamente, a maioria dos distritos e ramos na área havia sido presidida por missionários em tempo integral, mas Monson nomeou membros locais como presidentes de ramos e distritos logo após sua chegada.
Monson iniciou esforços de proselitismo em francês no Quebec. Ele direcionou o aumento do trabalho missionário para imigrantes dos Países Baixos, Alemanha, Polônia, Itália, União Soviética e Hungria. Jacob de Jager, uma futura autoridade geral da Igreja, estava entre os conversos imigrantes. Monson incentivou os membros a permanecerem no leste do Canadá, em vez de migrar para Utah ou Alberta, como muitos membros haviam feito antes, para construir a presença da igreja na região. Para encorajar os membros a permanecerem no Canadá, aumentar a percepção de permanência e alcançar melhor os potenciais conversos, ele iniciou um grande programa de construção de novos centros de reuniões. Até então, a maioria dos ramos usava salões alugados.[34]
Os esforços realizados durante o serviço de Monson deram frutos quando uma estaca foi organizada em Toronto em 14 de agosto de 1960. No entanto, a maioria da área da missão permaneceu em distritos. Uma presença mais completa em Ontário só viria com a dedicação do Templo de Toronto, em 1990, ocasião em que Monson participou como membro da Primeira Presidência.
Imediatamente após retornar do Canadá, Monson foi chamado para o sumo conselho de estaca do Valley View em Holladay. Dois meses depois, foi designado supervisor de área sobre nove missões de estaca (Winder, Wilford, Monument Park, Monument Park West, Hillside, Highland, Parleys, Sugarhouse e Wasatch). Oito dessas estacas estavam em Salt Lake City ou nos seus subúrbios do lado leste, com a Estaca Wasatch sediada em Heber, Utah. Ele também se juntou ao Comitê de Genealogia do Sacerdócio da Igreja e, mais tarde, ao Comitê de Ensino Familiar do Sacerdócio.

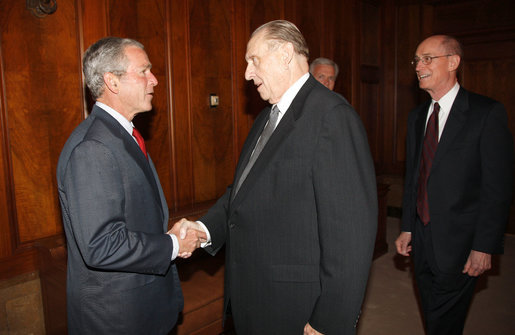
Monson, acompanhado por Henry B. Eyring, aperta a mão do presidente dos Estados Unidos, George W. Bush, em 29 de maio de 2008, no Edifício Administrativo da Igreja em Salt Lake City, Utah

### Apostolado
Monson foi apoiado para o Quórum dos Doze Apóstolos na conferência geral de 4 de outubro de 1963. Ele foi o homem mais jovem chamado para o Quórum dos Doze 53 anos, e era 17 anos mais jovem do que o próximo membro mais jovem, Gordon B. Hinckley. Ele foi ordenado e designado no dia 10 de outubro de 1963, por Joseph Fielding Smith.
De 1965 a 1968, Monson supervisionou as operações da Igreja no Pacífico Sul e na Austrália. Durante esse período, ele organizou a primeiro estaca da Igreja em Tonga.
Com a sua experiência empresarial, ele ajudou a supervisionar várias operações da Igreja, incluindo a KSL Newsradio e a Bonneville International. Foi presidente do Comitê de Publicação das Escrituras na década de 1970, que supervisionou a publicação da edição da Bíblia King James da Igreja e as edições revisadas das escrituras da Igreja, contendo notas de rodapé e guias. Ele também supervisionou os comitês de Consultoria de Impressão, Executivo Missionário e Bem-Estar Geral da igreja. Enquanto era apóstolo, ele continuou a sua educação e obteve um MBA pela Universidade Brigham Young em 1974.
Monson mais tarde supervisionou as operações da Igreja na Europa Oriental e ajudou a Igreja a obter acesso ao bloco soviético. Em 29 de agosto de 1982, organizou o primeiro distrito na Alemanha Oriental e desempenhou um papel fundamental na obtenção de permissão para a Igreja construir um templo em Freiberga, na Alemanha Oriental, concluído em 1985.

### Outras organizações
Na metade da década de 1950, Monson foi secretário do Utah State Roller Club, um grupo de criadores de pombos. Ele tornou-se membro da Diretoria Executiva Nacional dos Escoteiros da América em 1969. Entre 1969 e 1988, Monson participou do Conselho Consultivo da Mountain Bell. De 1971 a 1977, atuou no Conselho Estadual de Ensino Superior de Utah e no Conselho de Regentes de Utah. Também fez parte da diretoria do Commercial Security Bank, presidindo o comitê de auditoria do banco por 20 anos. Em 1993, quando o banco foi comprado pelo Key Bank, Monson ingressou no Conselho de Diretores do Key Bank. Em 1981, Ronald Reagan o nomeou para a Força-Tarefa do Presidente sobre Iniciativas do Setor Privado, atuando até a sua conclusão em dezembro de 1982.
Monson renunciou à maioria das suas posições em 1996, quando a liderança da Igreja determinou que todas as autoridades gerais deveriam deixar os conselhos de diretores de empresas, exceto a Deseret Management Corporation. De 1965 até 1996, Monson foi membro do conselho de diretores da Deseret News Publishing Company, tornando-se presidente do conselho em 1977.

### Primeira Presidência
Após a morte do presidente da Igreja Spencer W. Kimball em 1985, o novo presidente escolhido, Ezra Taft Benson, convidou Gordon B. Hinckley e Thomas S. Monson para atuarem como os seus Primeiro e Segundo Conselheiros. Monson e Hinckley também serviram como conselheiros do sucessor de Benson, Howard W. Hunter. Quando Hinckley sucedeu Hunter em 1995, Monson tornou-se o seu primeiro conselheiro, servindo até a morte de Hinckley em 27 de janeiro de 2008. Sendo o segundo mais antigo dos apóstolos, atrás de Hinckley, Monson simultaneamente serviu como Presidente do Quórum dos Doze Apóstolos; Boyd K. Packer (terceiro em antiguidade) atuou como Presidente Interino durante esse período.

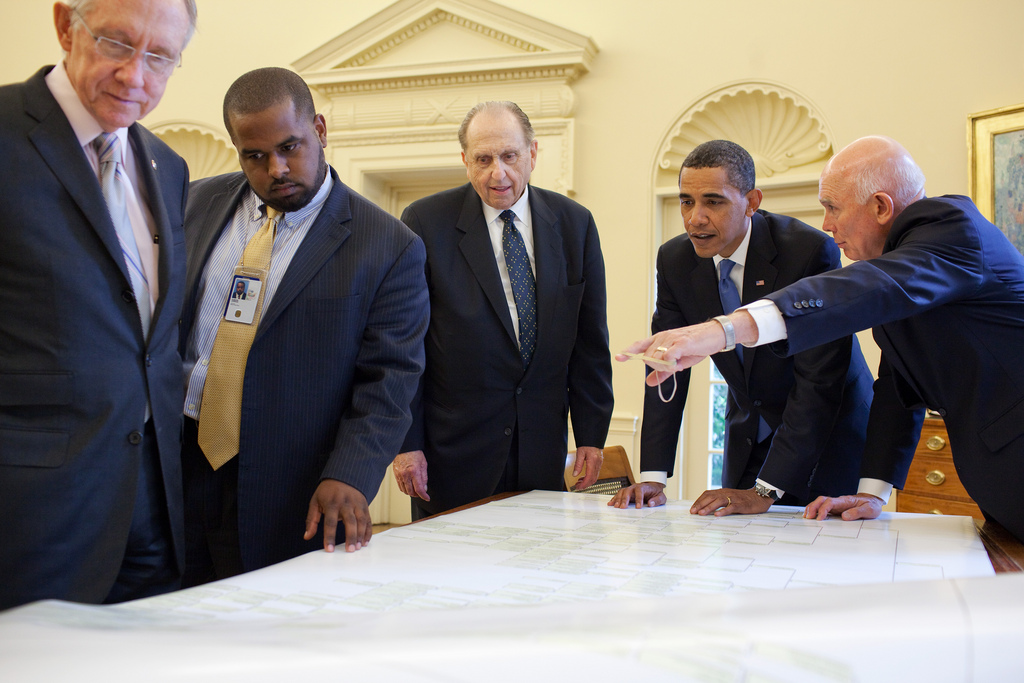
Monson, acompanhado pelo apóstolo Dallin H. Oaks e pelo líder da maioria no Senado, Harry Reid, entrega registros de história da família ao então presidente dos Estados Unidos, Barack Obama

### Presidente da Igreja
Monson e os seus conselheiros se encontraram com o ex-presidente George W. Bush em 29 de maio de 2008, durante uma visita de Bush a Salt Lake City. Ele e o apóstolo Dallin H. Oaks também se reuniram com o ex-presidente Barack Obama e o senador Harry Reid no Salão Oval em 20 de julho de 2009, onde presentearam Obama com cinco volumes de registros da história familiar do próprio presidente. Monson não compareceu a uma reunião entre outros líderes da Igreja, incluindo Henry B. Eyring e Dieter F. Uchtdorf, com Obama durante uma visita presidencial a Utah em abril de 2015. Um porta-voz da igreja informou que a sua ausência foi para poupar as suas energias para a conferência geral da igreja no fim de semana seguinte. Em 2015, Monson proferiu o discurso de encerramento nos funerais de L. Tom Perry, Boyd K. Packer e Richard G. Scott.
Em 23 de maio de 2017, A Igreja de Jesus Cristo dos Santos dos Últimos Dias anunciou que Monson não compareceria mais regularmente às reuniões nos escritórios da Igreja devido a limitações decorrentes da sua idade. Com o aniversário de 90 anos em 21 de agosto de 2017, Monson tornou-se o sétimo presidente da Igreja a alcançar essa idade. Conforme o comunicado de maio de 2017, a Igreja anunciou em 28 de setembro de 2017 que Monson não participaria da conferência geral devido às mesmas limitações de saúde e idade. Ele foi o primeiro presidente da Igreja a perder uma conferência geral inteira desde Ezra Taft Benson em 1992. O mesmo motivo foi citado quando Monson não compareceu ao funeral de Robert D. Hales, que faleceu no domingo da conferência geral de outubro da Igreja.

### Morte
Monson faleceu de causas naturais aos 90 anos em 2 de janeiro de 2018, na sua casa em Salt Lake City. No dia seguinte, a Igreja anunciou que haveria um velório público em 11 de janeiro no Centro de Conferências da Igreja, seguido do funeral no dia seguinte, também no Centro de Conferências. A sua morte, com o falecimento de Robert D. Hales alguns meses antes, deixou duas vagas no Quórum dos Doze Apóstolos, preenchidas na próxima conferência geral. Monson foi sucedido na presidência da Igreja por Russell M. Nelson.
Após a morte de Monson, o obituário publicado pelo The New York Times, que mencionava supostas controvérsias durante a sua presidência, gerou reações negativas. O Times foi criticado por suposto viés contra Monson, com um escritor apontando os obituários de Fidel Castro e Hugh Hefner como contraste. Uma petição online pedindo a remoção do obituário obteve 188.852 assinaturas. Em resposta, o editor de obituários do Times, Bill McDonald, declarou:
| “ | Acredito que o obituário foi um relato fiel das questões mais proeminentes que o Sr. Monson enfrentou e lidou publicamente durante o seu mandato. Algumas dessas questões — o papel das mulheres na Igreja, a política da Igreja em relação ao homossexualismo e ao casamento entre pessoas do mesmo sexo, entre outras — foram amplamente divulgadas e discutidas, e é nossa obrigação como jornalistas, seja num obituário ou noutro lugar, abordar completamente essas questões de ambos os lados. Acredito que fizemos isso, retratando com precisão as posições do Sr. Monson como líder da Igreja e as dos fiéis e de outros que questionaram as políticas da Igreja. | ” |

## Legado

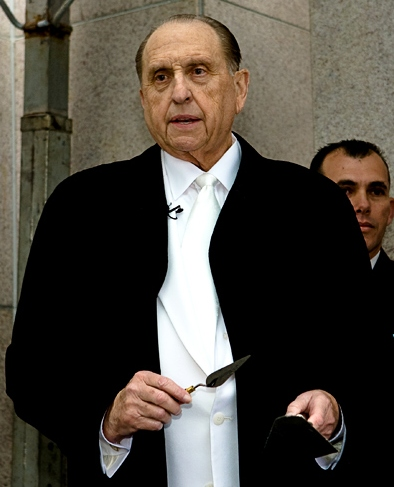
Monson colocou a pedra fundamental durante a dedicação do Templo de Curitiba Brasil em 1.º de junho de 2008

### Dedicações de templos
Como presidente da Igreja, Monson dedicou quatorze (e rededicou quatro) templos da Igreja: Rexburg Idaho, 2008; Curitiba Brasil, 2008; Cidade do Panamá, 2008; Twin Falls Idaho, 2008; Cidade do México (rededicação), 2008; Draper Utah, 2009; Oquirrh Mountain Utah, 2009; Vancouver British Columbia, 2010; Gila Valley Arizona, 2010; Cebu City Filipinas, 2010; Kiev Ucrânia, 2010; Laie Havaí (rededicação), 2010; Kansas City Missouri, 2012; Calgary Alberta, 2012; Boise Idaho (rededicação), 2012; Gilbert Arizona, 2014; Ogden Utah (rededicação), 2014; e Phoenix Arizona, 2014.
Como conselheiro na Primeira Presidência, Monson dedicou sete templos da Igreja: Buenos Aires Argentina, 1986; Louisville Kentucky, 2000; Reno Nevada, 2000; Tampico México, 2000; Villahermosa México, 2000; Mérida México, 2000; e Veracruz México, 2000. Monson compareceu à dedicação de muitos outros templos da Igreja como membro do Quórum dos Doze e da Primeira Presidência.

### Trabalho voluntário
Monson foi presidente da Printing Industry of Utah e ex-membro do conselho da Printing Industries of America. Como jovem, foi um Life Scout e membro de uma tropa de Exploradores. No movimento escoteiro, ocupou diversas posições de liderança: conselheiro de badges de mérito, membro do Comitê de Escotismo Canadense da Igreja, capelão num Jamboree canadense e membro do Comitê Geral de Escotismo da Igreja. Ele também foi um defensor da campanha Scouting for Food e serviu no conselho executivo nacional dos Boy Scouts of America de 1969 até a sua morte. Monson representou os Boy Scouts of America como delegado nas Conferências Mundiais em Tóquio, Nairóbi e Copenhague.

### Envolvimento político
Em junho de 2008, Monson e os seus conselheiros na Primeira Presidência enviaram uma carta às congregações locais na Califórnia, instando-as a apoiar a Proposição 8, doando o seu tempo e recursos, afirmando que "os nossos melhores esforços são necessários para preservar a instituição sagrada do casamento". Em 2012, na lista de eleitores de Utah, ele estava registrado como eleitor republicano.

### Premiações e reconhecimento

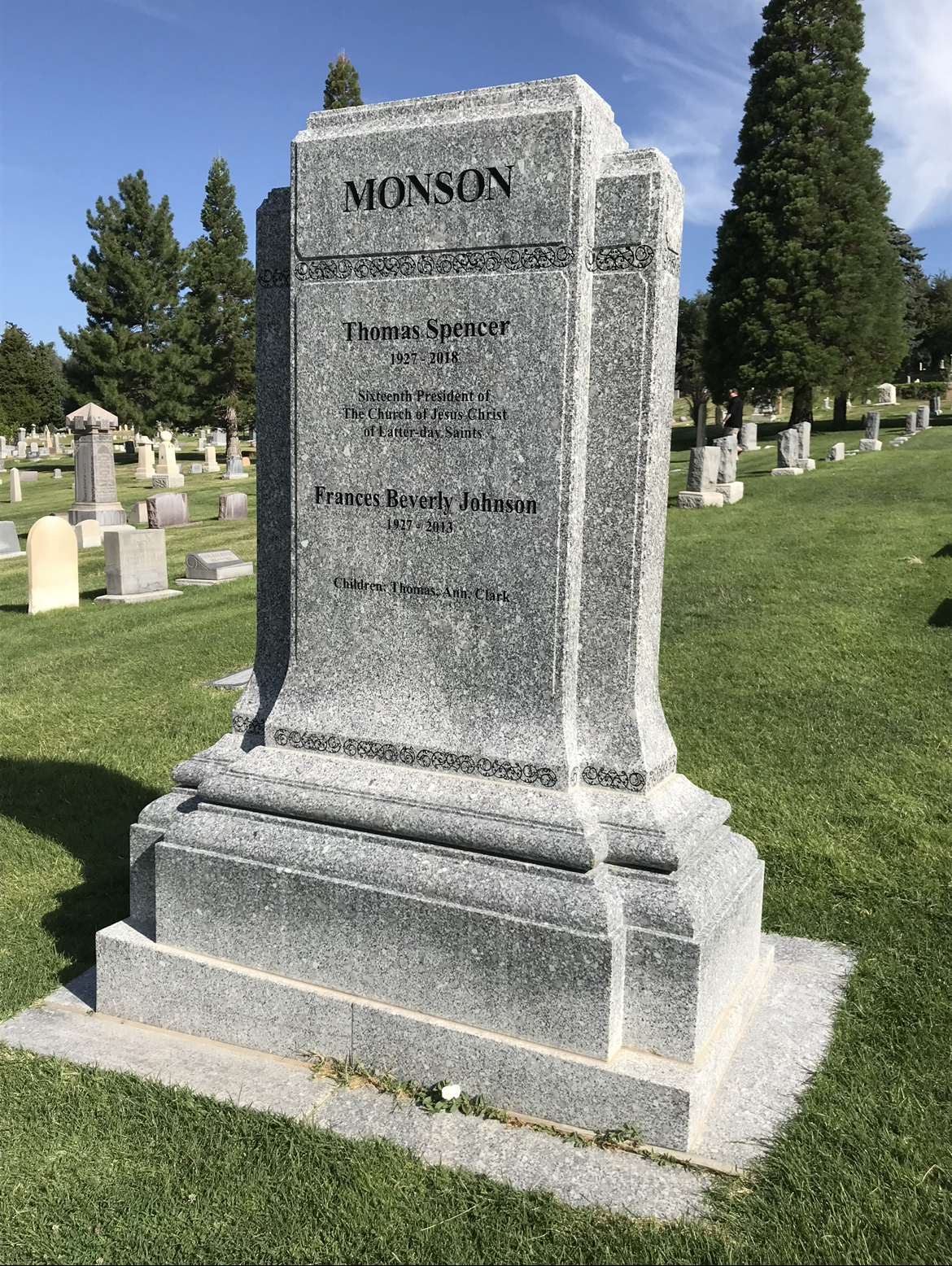
Túmulo de Monson no Cemitério de Salt Lake City

Em 1966, Monson foi homenageado como um distinto ex-aluno pela Universidade de Utah. O seu primeiro grau honorário, um Doutorado Honorário em Leis, foi concedido em abril de 1981 pela Universidade Brigham Young. Ele recebeu um Doutorado em Letras Humanas do Salt Lake Community College em junho de 1996, um Doutorado Honorário em Negócios pela Universidade de Utah em maio de 2007 e um doutorado honorário em Humanidades pelo Dixie State College em maio de 2011.
Monson recebeu o Prêmio Silver Beaver dos Escoteiros da América em 1971 e o Prêmio Silver Buffalo em 1978, sendo este último a mais alta honraria da organização. Em outubro de 1993, durante a Sessão do Sacerdócio da conferência geral da Igreja, Monson também recebeu o Bronze Wolf, a mais alta honraria e único prêmio da Organização Mundial do Movimento Escoteiro, e foi reconhecido por suas contribuições quando um complexo de liderança no Summit Bechtel Reserve recebeu o seu nome. A citação para este prêmio diz:
| “ | Nas suas designações ao redor do mundo como líder de A Igreja de Jesus Cristo dos Santos dos Últimos Dias, o Presidente Monson trabalhou incansavelmente para promover o avanço do Escotismo em muitos países. Ele colaborou de perto com a Organização Mundial do Movimento Escoteiro para encontrar maneiras de fortalecer os laços entre a Igreja e as associações nacionais de escoteiros. Ele foi um voluntário comprometido, sólido e dedicado no Movimento Escoteiro. A sua liderança no escotismo foi exemplar. | ” |

Com a celebração do centenário da Igreja como patrocinadora fundadora, os Escoteiros da América anunciaram que o Leadership Excellence Complex, localizado no The Summit Bechtel Family National Scout Reserve na Virgínia Ocidental, seria renomeado para Thomas S. Monson Leadership Excellence Complex. Além disso, em 2013, Monson recebeu a Medalha de Honra do Escotismo por salvar a vida de uma garota que estava se afogando quando ele tinha 12 anos. O capítulo de Salt Lake do Rotary International homenageou Monson com o Prêmio Humanitário Mundial em 2008 durante a sua convenção internacional.
Em 2009 e novamente em 2010, Monson ocupou o primeiro lugar na lista "80 Over 80" da revista Slate, que destaca os octogenários mais poderosos. Em 2011, a Gallup o incluiu na lista dos "10 Homens Mais Admirados pelos americanos".

## Publicações
Monson escreveu vários livros, alguns dos quais são compilações de discursos proferidos por ele ou de citações. Outros discutem temas específicos do evangelho da Igreja. Ele também escreveu Faith Rewarded ("Fé Recompensada"), que é um relato autobiográfico sobre o seu trabalho à frente da Igreja na Europa Oriental.
- Monson, Thomas S. (1973), Pathways to Perfection, ISBN 978-0-87747-511-8, Salt Lake City, Utah: Deseret Book
- —— (1977), In Search of the Christmas Spirit, ISBN 978-0-87747-684-9, Salt Lake City, Utah: Deseret Book
- —— (1979), Be Your Best Self, ISBN 978-0-87747-787-7, Salt Lake City, Utah: Deseret Book
- —— (1981), Conference Classics, Salt Lake City, Utah: Deseret Book
- —— (1983), Conference Classics Volume II, Salt Lake City, Utah: Deseret Book
- —— (1983), Christmas Gifts, Christmas Blessings, ISBN 978-0-87747-976-5, Salt Lake City, Utah: Deseret Book
- —— (1984), Conference Classics Volume III, Salt Lake City, Utah: Deseret Book
- —— (1985), Favorite Quotations from the Collection of Thomas S. Monson, ISBN 978-0-87747-749-5, Salt Lake City, Utah: Deseret Book
- —— (1985), On the Lord's Errand: Memoirs of Thomas S. Monson, Salt Lake City, Utah: Deseret Book
- —— (1988), Live the Good Life, ISBN 978-0-87579-192-0, Salt Lake City, Utah: Deseret Book
- —— (1992), The Search for Jesus, ISBN 978-0-87579-669-7, Salt Lake City, Utah: Deseret Book
- —— (1994), Inspiring Experiences That Build Faith: From the Life and Ministry of Thomas S. Monson, ISBN 978-0-87579-901-8, Salt Lake City, Utah: Deseret Book
- —— (1996), Faith Rewarded: A Personal Account of Prophetic Promises to the East German Saints, ISBN 978-1-57345-186-4, Salt Lake City, Utah: Deseret Book
- —— (1997), Invitation to Exaltation, ISBN 978-1-57345-358-5, Salt Lake City, Utah: Deseret Book
- —— (1997), Meeting your Goliath, ISBN 978-1-57345-357-8, Salt Lake City, Utah: Deseret Book
- —— (2004), A Christmas Dress for Ellen, ISBN 978-1-59038-386-5, Salt Lake City, Utah: Deseret Book
- —— (2011), Teachings of Thomas S. Monson, ISBN 978-1-60908-890-3, Salt Lake City, Utah: Deseret Book
- —— (2012), A Prophet's Voice: Messages from Thomas S. Monson, ISBN 978-1-60907-218-6, Salt Lake City, Utah: Deseret Book
- —— (2013), Consider the Blessings: True Accounts of God's Hand in Our Lives, ISBN 978-1-60907-716-7, Salt Lake City, Utah: Deseret Book